# 謝國
谢国是商周时期位于洛水支流谢水一带所建的任姓诸侯国，後被周宣王所滅，國土賜予姜姓的申伯，是為姜姓謝國。為了與姜姓謝國分別，任姓的謝國又稱為古謝國。

## 簡介
黄帝任姓儿子建國，時代久遠，周朝時因周公東征，经营洛邑，把附近一些方国如罗國、庸國、密國、微國、谢國等諸侯遷徙至南方，谢国被遷徙于南阳，国都为谢城（今河南省南阳市宛城区金华乡东谢营村，村上立有古谢国遗址碑，另一说址在今湖南省永州市江永县），据《世本》等古籍的记载推测，谢国立国较早，地域广阔，但国力较弱，所以经历夏、商两朝及周初而不见史书记载，至西周后期，周宣王徙封其舅申伯以加强对南方的统治时，谢国才首次在《诗经》中出现。
谢国灭亡于周宣王即位初期，周宣王派召伯（即召穆公）等大臣灭掉了谢国之后，周宣王移封姜姓的申伯于谢，谢国疆土被申国占领，并在谢国的旧都上修建谢邑，作为申国的新首都，從此申國也稱為謝國。谢国是谢氏的来源。

## 主要遗址
- 南阳市唐河县苍台乡谢家庄遗址
- 南阳市宛城区金华乡东谢营遗址

## 参看
- 谢姓